# Studzienka w Piasecznie
Studzienka w Piasecznie – miejsce kultu i cel pielgrzymek zlokalizowany w południowej części wsi Piaseczno w gminie Gniew, bezpośrednio przy szosie krajowej nr 91.

## Historia
Do objawień we wsi doszło w 1380 lub 1378 (usankcjonowane przez kościół katolicki zostały dopiero w 1649), co zapoczątkowało intensywny ruch pielgrzymkowy. Matka Boża ukazać się miała ubogiemu smolarzowi, któremu uzdrowiła sparaliżowanego syna. Wieść o tym czynie rozeszła się szybko po okolicy, ściągając pierwsze grupy pielgrzymów. Nieznany rzeźbiarz sporządził według opisu smolarza figurę Matki Boskiej, obecnie Królowej Pomorza. Jan III Sobieski składał w miejscowym kościele pod wezwaniem Narodzenia NMP wota dziękczynne po bitwach pod Chocimiem. W 1968 nastąpiła koronacja figury (kardynał Karol Wojtyła). W miejscu objawienia znajduje się niewielka studzienka, otoczona modernistycznym kompleksem pielgrzymkowym w kształcie łodzi z żaglem, z ołtarzem, dzwonnicą i drogą krzyżową (piętnaście stacji). 
Pierwsza kaplica murowana została tu zbudowana w 1727. 
Obecny zespół pochodzi z lat 1967-1978, a jego budowa miała na celu masowe uprzystępnienie tego terenu dla dużych rzesz pielgrzymów.  Kaplicę oddano do użytku dnia 8 września 1978 r. Powstała głównie z inicjatywy ks. prałata Kazimierza Myszkowskiego.
Przy szosie znajdują się miejsca parkingowe i przystanek autobusowy.